# لارس أرفيد نيلسن
لارس أرفيد نيلسن (بالنرويجية البوكمول: Lars Arvid Nilsen)‏ هو منافس ألعاب قوى وقانوني نرويجي، ولد في 15 أبريل 1965 في نوتودن في النرويج.

## وصلات خارجية
- لارس أرفيد نيلسن على موقع الاتحاد الدولي لألعاب القوى (الإنجليزية)